# Teinobasis recurva
Teinobasis recurva là một loài chuồn chuồn kim trong họ Coenagrionidae.
Teinobasis recurva được Selys miêu tả khoa học năm 1877.